# Лермонтово (Гусевский район)
Ле́рмонтово (до 1938 — Ишдагген (нем. Ischdaggen), до 1946 — Бранден (нем. Branden)) — посёлок в Гусевском городском округе Калининградской области. Входит в состав Михайловского сельского поселения.

## География
Посёлок Лермонтово расположен в 10 км к западу от районного центра, города Гусева.

## История
В 1938 году властями гитлеровской Германии Ишдагген был переименован в Бранден в рамках кампании по упразднению в Восточной Пруссии топонимики прусско-литовского происхождения. В 1946 году Бранден был переименован в посёлок Лермонтово.

## Население
| 1910 | 1933 | 1939 | 2002 | 2010 |
| ---- | ---- | ---- | ---- | ---- |
| 235  | ↘189 | ↗228 | ↘157 | ↗190 |

## Объекты культурного наследия
Местного значения:
- Кирха 1737 года;
- Памятник погибшим в годы Первой мировой войны.